# One of These Nights
One of These Nights è il quarto album in studio della rock band statunitense Eagles, pubblicato nel 1975.

## Il disco
È l'ultimo disco degli Eagles registrato con Bernie Leadon, che lascerà la band nello stesso anno. Dall'album sono estratti tre singoli: Lyin' Eyes, One of These Nights e Take It to the Limit.
L'album ha raggiunto la prima posizione nella Billboard 200 per cinque settimane, la seconda in Canada, Paesi Bassi e Nuova Zelanda, la quinta in Australia, l'ottava nel Regno Unito e la nona in Norvegia vendendo oltre 5 milioni di copie di cui 4 negli Stati Uniti.

## Tracce

### Lato A
1. One of These Nights - 4:51
2. Too Many Hands - 4:42
3. Hollywood Waltz - 4:04
4. Journey of the Sorcerer - 6:39

### Lato B
1. Lyin' Eyes - 6:21
2. Take It to the Limit - 4:48
3. Visions - 4:00
4. After the Thrill Is Gone - 3:58
5. I Wish You Peace - 3:45

## Singoli
1. One of These Nights/Visions (19 maggio 1975). Questo singolo fu il secondo della band ad arrivare #1 in Billboard Hot 100. Il lato B del singolo, Visions, è l'unico brano degli Eagles cantato da Don Felder
2. Lyin' Eyes/Too Many Hands (7 settembre 1975). Arrivò al #2 posto in Billboard.
3. Take It To the Limit/After the Thrill Is Gone (15 novembre 1975). Arrivò al #4 posto in Billboard.

## Musicisti

### Formazione
- Glenn Frey - voce, chitarre ritmiche acustiche ed elettriche, pianoforte, piano elettrico, armonium in Hollywood Waltz, chitarra solista in Too Many Hands
- Don Henley - voce, batteria, percussioni, tabla in Too Many Hands
- Bernie Leadon - voce, chitarra, banjo, mandolino, steel
- Randy Meisner - voce, basso
- Don Felder - voce, chitarre , chitarra slide

## Curiosità
Il brano strumentale Journey of the Sorcerer (il viaggio del mago) è stato utilizzato come tema musicale della serie radiofonica inglese di humor e fantascienza Guida galattica per gli autostoppisti; la serie è stata trasmessa nel Regno Unito dalla BBC durante la seconda metà degli anni '70, e il brano venne poi usato come tema musicale anche nei successivi adattamenti televisivi e cinematografici dell'opera. 
Nel corso dell'utilizzo il brano è stato registrato più volte.